# Cristian Portilla Rodríguez
Cristian Portilla (Santander, 28 d'agost de 1988) és un exfutbolista càntabre, que jugava de migcampista.
Format al Racing de Santander, hi disputa quatre partits a primera divisió amb els santanderins. Posteriorment seria cedit al Racing de Ferrol i a la SD Ponferradina, de Segona i Segona Divisió B, respectivament. El 2009 és fitxat per l'Sporting de Gijón, que l'hi incorpora al seu conjunt filial. A la temporada 2010 passa al primer equip roig-i-blanc. El 26 d'octubre de 2012 va ser fitxat pel Club Esportiu Atlètic Balears on jugà durant un any.
Posteriorment jugà al Budapest FC, Mitra Kukar FC i al Ermis Aradippou abans de retirar-se.